# Anne Rice
Anne Rice, nata Howard Allen Frances O'Brien (New Orleans, 4 ottobre 1941 – Rancho Mirage, 11 dicembre 2021), è stata una scrittrice statunitense.
Attiva anche sotto gli pseudonimi di Anne Rampling e A. N. Roquelaure, è nota come autrice di romanzi gotici, horror e fantasy, i cui protagonisti sono prevalentemente vampiri e streghe. Con oltre 100 milioni di copie, è stata una delle autrici horror più vendute al mondo.

## Biografia
Seconda delle quattro figlie di Howard Allen Frances e Katherine O'Brien, di origine irlandese, Anne ha passato la maggior parte della sua giovinezza a New Orleans (Louisiana), città in cui sono ambientati molti suoi romanzi. Fin da bambina si divertiva a scrivere storie ed era affascinata dal mondo del paranormale. Profondamente cattolica, come i genitori, cominciò a mettere in discussione la propria fede nel periodo dell'adolescenza. Dopo la morte della madre Katherine per alcolismo, avvenuta quando Anne aveva quindici anni, la famiglia si trasferì a Richardson, nel Texas, una periferia di Dallas.
Nel 1961 sposa il poeta Stan Rice (prematuramente morto di cancro nel 2002) ed è a lui che si deve l'ispirazione per la creazione del suo personaggio più celebre, il vampiro Lestat de Lioncourt. Nel 1966 ha una figlia, Michelle, che morirà di leucemia solo 5 anni dopo. Nel 1978 nasce il loro secondo figlio, Christopher Travis Rice, conosciuto come scrittore per romanzi come A Density of Souls e The Snow Garden. Con lo pseudonimo di Anne Rampling ha scritto Exit to Eden e Belinda; come A. N. Roquelaure ha pubblicato The Beauty Series (una serie di romanzi erotici).
Dopo quasi quarant'anni di dichiarato ateismo, trascorsi dentro quello che ora lei stessa chiama "un universo nichilista", nel 1998 è tornata alla fede cattolica della sua infanzia. Nell'ottobre del 2005, la Rice ha annunciato di essere "diventata un'altra" e di aver smesso di scrivere romanzi di vampiri e streghe per dedicarsi a romanzi storico-religiosi. Da quando ha preso la decisione di dedicare i suoi scritti a Gesù ha pubblicato, con successo, due libri di narrativa storica basati sul Vangelo: Christ the Lord: Out of Egypt (2005) e Christ the Lord: Road to Cana (2007).
Ha pubblicato la storia della sua conversione, Called Out of Darkness ("chiamata fuori dalle tenebre"), in cui la Rice descrive la traiettoria di quei suoi primi romanzi:
Alla fine di luglio 2010 la scrittrice si è distaccata dalla Chiesa cattolica, pur continuando a definirsi credente. In una serie di post diffusi tramite il suo profilo su Facebook e ripresi dal suo sito ufficiale ha spiegato le sue motivazioni:
L'11 dicembre 2021, con un post sulla pagina Facebook di Anne Rice, suo figlio Christopher annuncia la morte della scrittrice all'età di 80 anni, per complicazioni dovute a un ictus.

## Adattamenti

### Cinema
- Dal romanzo Intervista col vampiro è stato tratto il film omonimo del 1994, diretto da Neil Jordan, con Brad Pitt, Tom Cruise e Antonio Banderas.
- Dal romanzo La regina dei dannati è stato tratto il film omonimo del 2002, diretto da Michael Rymer, con Stuart Townsend e Aaliyah.
- Dal romanzo Christ the Lord: Out of Egypt è stato tratto il film The Young Messiah del 2016, diretto da Cyrus Nowrasteh.

### Televisione
I diritti televisivi sulle opere di Anne Rice sono stato acquisiti da AMC+. La serie Interview with the Vampire è stata messa in onda a partire dal 2 ottobre 2022, e l'8 gennaio 2023 la medesima emittente ha presentato l'episodio iniziale di una serie basata sul Ciclo delle streghe Mayfair, Mayfair Witches. Entrambe le serie fanno parte di un universo televisivo condiviso detto Anne Rice's Immortal Universe.

## Opere
Per ogni testo si indica la prima edizione nell'originale inglese e, se nota, la prima traduzione in lingua italiana. Le serie di romanzi interconnessi sono elencate cronologicamente, in base alla data di pubblicazione del primo episodio di ogni ciclo.

### Cronache dei vampiri

#### Serie Le Cronache dei Vampiri
1. Intervista col vampiro (Interview with the Vampire), Alfred A. Knopf, 1976. Trad. Margherita Bignardi, Bompiani, 1977.
2. Scelti dalle tenebre (The Vampire Lestat), Alfred A. Knopf, 1985. Trad. Roberta Rambelli, La Gaja Scienza 288, Longanesi & C., 1989.
3. La regina dei dannati (The Queen of the Damned), Alfred A. Knopf, 1988. Trad. Roberta Rambelli, La Gaja Scienza 314, Longanesi & C., 1990.
4. Il ladro di corpi (The Tale of the Body Thief), Alfred A. Knopf, 1992. Trad. Cristina Messori, La Gaja Scienza 564, Longanesi & C., 2001.
5. Memnoch il diavolo (Memnoch The Devil), Alfred A. Knopf, 1995. Trad. Sara Caraffini, La Gaja Scienza 659, Longanesi & C., 2002.
6. Armand il vampiro (The Vampire Armand), Alfred A. Knopf, 1998. Trad. Sara Caraffini, La Gaja Scienza 689, Longanesi & C., 2003.
7. Merrick la strega (Merrick), Alfred A. Knopf, 2000. Trad. Sara Caraffini, La Gaja Scienza 729, Longanesi & C., 2004.
8. Il vampiro Marius (Blood and Gold), Alfred A. Knopf, 2001. Trad. Sara Caraffini, La Gaja Scienza 796, Longanesi & C., 2006.
9. Il vampiro di Blackwood (Blackwood Farm), Alfred A. Knopf, 2002. Trad. Sara Caraffini, La Gaja Scienza 852, Longanesi & C., 2007.
10. Blood (Blood Canticle), Alfred A. Knopf, 2003. Trad. Sara Caraffini, La Gaja Scienza 952, Longanesi & C., 2010.
11. Il principe Lestat (Prince Lestat), Alfred A. Knopf, 2014. Trad. Sara Caraffini, La Gaja Scienza, Longanesi & C., 2014.
12. Prince Lestat and the Realms of Atlantis, Alfred A. Knopf, 2016.
13. Blood Communion: A Tale of Prince Lestat, Alfred A. Knopf, 2018.

#### Nuove cronache dei vampiri
1. Pandora (Pandora), Alfred A. Knopf, 1998. Trad.  Maria Cristina Pietri, La Gaja Scienza 604, Longanesi & C., 2000.
2. Vittorio the Vampire, Alfred A. Knopf, 1999.

La dilogia è stata riunita nell'omnibus New Tales of the Vampires: Pandora and Vittorio, The Vampire, Ballantine Books, 2004.

### La Bella Addormentata
Prima edizione pubblicata sotto lo pseudonimo di A.N. Roquelaure.
1. La bella addormentata (The Claiming of Sleeping Beauty), E. P. Dutton, 1983. Trad. Francesco Saba Sardi, Narrativa 193, Sperling & Kupfer, 1995.
2. Il risveglio della bella addormentata (Beauty's Punishment), E. P. Dutton, 1984. Trad. Francesco Saba Sardi, Erotica, Sperling & Kupfer, 1997.
3. Estasi (Beauty's Release), E. P. Dutton, 1985. Trad. Sara Caraffini, La Gaja Scienza, Longanesi & C., 2013.
4. Beauty's Kingdom, Viking Press, 2015.

### Le Streghe Mayfair
1. L'ora delle streghe (The Witching Hour), Alfred A. Knopf, 1990. Trad. Roberta Rambelli, Adriano Salani Editore, 1995.
2. Il demone incarnato (Lasher), Alfred A. Knopf, 1993. Trad. Marina Astrologo e Alfredo Tutino, Adriano Salani Editore, 1996.
3. Taltos, il ritorno (Taltos), Alfred A. Knopf, 1994. Trad. Sara Caraffini, La Gaja Scienza 753, Longanesi & C., 2005.

L'autrice ha inoltre composto un saggio che dettaglia ed espande l'ambientazione di questa serie:
- The Witches' Companion: The Official Guide to Anne Rice's Lives of the Mayfair Witches, Ballantine Books, 1994. Collaborazione con Katherine Ramsland.

### Ramses The Damned
Il terzo romanzo della trilogia è stato pubblicato postumo.
1. La mummia (The Mummy), Ballantine Books, 1989. Trad. Laura Corbetta, La Gaja Scienza 553, Longanesi & C., 1998.
2. Ramses the Damned: The Passion of Cleopatra, Anchor Books, 2017. Collaborazione con Christopher Rice.
3. Ramses the Damned: The Reign of Osiris, Anchor Books, 2022. Collaborazione con Christopher Rice.

### The Life of Christ
1. Christ the Lord: Out of Egypt, Alfred A. Knopf, 2005.
2. Christ the Lord: Road to Cana, Alfred A. Knopf, 2008.

### I canti dei serafini
1. Angel (Angel Time), Alfred A. Knopf, 2009. Trad. Sara Caraffini, La Gaja Scienza 1021, Longanesi & C., 2011.
2. Of Love and Evil, Alfred A. Knopf, 2010.

### Le cronache del lupo
1. Il dono del lupo (The Wolf Gift), Alfred A. Knopf,  2012. Trad. Guido Calza, La Gaja Scienza, Longanesi & C., 2016.
2. The Wolves of Midwinter, Alfred A. Knopf, 2013.

### Romanzi autoconclusivi
- The Feast of All Saints, Simon & Schuster, 1980.
- Un grido fino al cielo (Cry to Heaven), Alfred A. Knopf, 1982. Trad. Marisa Castino, Sperling & Kupfer, 1984.
- Exit to Eden, Arbor House, 1985. Prima edizione sotto lo pseudonimo di Anne Rampling.
- Belinda (Belinda), Arbor House, 1986. Trad. P. Sica, Tullio Pironti Editore, 1994. Prima edizione sotto lo pseudonimo di Anne Rampling.
- Lo schiavo del tempo (Servant of the Bones), Alfred A. Knopf, 1996. Trad. Luisa Corbetta, Adriano Salani Editore, 1997.
- Violin, Alfred A. Knopf, 1997.